# Le Mesnil-Aubry
Le Mesnil-Aubry é uma comuna francesa na região administrativa da Ilha de França, no departamento do Vale do Oise. Estende-se por uma área de 6.64 km². Em 2010 a comuna tinha 919 habitantes (densidade: 138,4 hab./km²).